# سلاح لويس
سلاح لويس هو مدفع رشاش خفيف صنع في فترة الحرب العالمية الأولى. تم تصميمه من قبل الولايات المتحدة، وقامت المملكة المتحدة بتبني السلاح وصناعته. وأثناء الحرب العالمية الأولى تم إستخدامه بشكل كبير ومكثف من قبل المملكة المتحدة. وتم إستخدامة في حروب أخرى مثل الصراع العربي الإسرائيلي، والحرب العالمية الثانية، والحرب الكورية. سلاح لويس استخدم كسلاح للطائرات، ومضاد للطائرات والمدرعات.

## المستخدمون
- أستراليا
- بلجيكا
- كندا
- تشيلي
- الصين
- كولومبيا
- تشيكوسلوفاكيا
- إستونيا
- فنلندا
- فرنسا
- جورجيا (تم إستعمالة من قبل وحدات في الجيش عام 1918-1921)
- الإمبراطورية الألمانية (تم إستعمالة بدلا من إم جي 08 لخفة وزنة)
- ألمانيا النازية
- هندوراس
- أيرلندا
- اسرائيل
- إيطاليا
- إمبراطورية اليابان
- المكسيك
- هولندا
- نيوزيلندا
- نيكاراغوا
- النرويج
- الفلبين
- بولندا
- البرتغال
- الإمبراطورية الروسية
- الاتحاد السوفيتي
- سريلانكا
- التبت
- المملكة المتحدة & الإمبراطورية البريطانية
- الولايات المتحدة
- مملكة يوغوسلافيا
- لاتفيا (خلال حرب الاستقلال اللاتفية)[2]
- مملكة الحجاز ( قدمت لمملكة الحجاز من قبل ألمانيا عام 1925)[3]